# Верещагино (Владимирская область)
Верещагино — деревня в Камешковском районе Владимирской области России, входит в состав Брызгаловского муниципального образования.

## География
Деревня расположена в 5 км на северо-восток от райцентра Камешково и в 1,5 км от ж/д станции Новки на линии Владимир — Ковров.

## История
В конце XIX — начале XX века деревня входила в состав Эдемской волости Ковровского уезда. В 1859 году в селе числилось 14 дворов, в 1905 году — 32 двора, в 1926 году — 55 дворов. 
С 1929 года деревня входила в состав Новкинского сельсовета Ковровского района, с 1940 года — в составе Эдемского сельсовета Камешковского района, с 1954 года — в составе Брызгаловского сельсовета, с 2005 года — в составе Брызгаловского муниципального образования.

## Население
| 1859 | 1905 | 1926 | 2002 | 2010 | 2021 |
| ---- | ---- | ---- | ---- | ---- | ---- |
| 154  | ↗258 | ↗361 | ↘72  | ↗144 | ↘105 |